# Tir amb arc als Jocs Olímpics d'estiu de 1972
Als Jocs Olímpics d'Estiu de 1972 celebrats a la ciutat de Múnic (en aquells moments República Federal d'Alemanya) es disputaren dues proves de tir amb arc, una en categoria masculina i una altra en categoria femenina.
Aquest esport retornà al programa oficial després de la seva absència des dels Jocs Olímpics d'Estiu de 1920 realitzats a Anvers (Bèlgica), i des d'aquell moment ja no l'ha abandonat més.
Hi participaren un total de 95 arquers, entre ells 55 homes i 40 dones, de 27 comitès nacionals diferents.

## Resum de medalles
| Prova                      | Or            | Argent           | Bronze          |
| Individual masculí Detalls | John Williams | Gunnar Jervill   | Kyösti Laasonen |
| Individual femení Detalls  | Doreen Wilber | Irena Szydłowska | Emma Gaptchenko |

## Medaller
| Posició | País           | Or | Argent | Bronze | Total |
| 1       | Estats Units   | 2  | 0      | 0      | 2     |
| 2       | Polònia        | 0  | 1      | 0      | 1     |
| 2       | Suècia         | 0  | 1      | 0      | 1     |
| 4       | Finlàndia      | 0  | 0      | 1      | 1     |
| 4       | Unió Soviètica | 0  | 0      | 1      | 1     |